# Michael Wong Loi Sing
Michael Ricardo Pierre (Michael) Wong Loi Sing (Paramaribo, 16 juni 1968) is een Surinaams kunstschilder, beeldhouwer en fotograaf.

## Biografie
Michael Wong Loi Sing komt uit een kunstzinnige familie van schilders, pottenbakkers en schrijvers. Zijn eerste kunstlessen kreeg hij van zijn vader Emanuel F. Wong Loi Sing. Als tiener gaf hij zijn eerste expositie. Hij richt zich vooral op schilderijen en creëert daarnaast onder meer sculpturen en fotobewerkingen. Hij studeerde voor onderwijzer aan het Instituut voor de Opleiding van Leraren (IOL) en studeerde verder nog theologie aan de University of the West Indies in Trinidad.
In 1995 werd zijn werk in een groepsexpositie in het Stedelijk Museum Amsterdam getoond van curator Rudi Fuchs. Vervolgens ging hij naar de kunstacademie Minerva in Groningen in Nederland waar hij in 2000 afstudeerde. Kort daarna werd hij onderscheiden met het Dooijewaard Stipendium. In 2002 slaagde hij in Groningen aan het Frank Mohr Instituut. Verder behaalde hij een master in beeldende kunst aan het Hunter College in New York.
Bij terugkeer in Suriname was hij enkele jaren docent. Vervolgens ging hij voor enige tijd naar Frankrijk om te werken en zich verder te ontwikkelen. Hierna keerde hij terug.

## Galerij
| Expositie van kazuifels van Wong Loi Sing, december 2021                |
| Expositie van kazuifels van Wong Loi Sing in het Kerkelijk Museum, 2021 |